# Ilhas do Mar da China Meridional

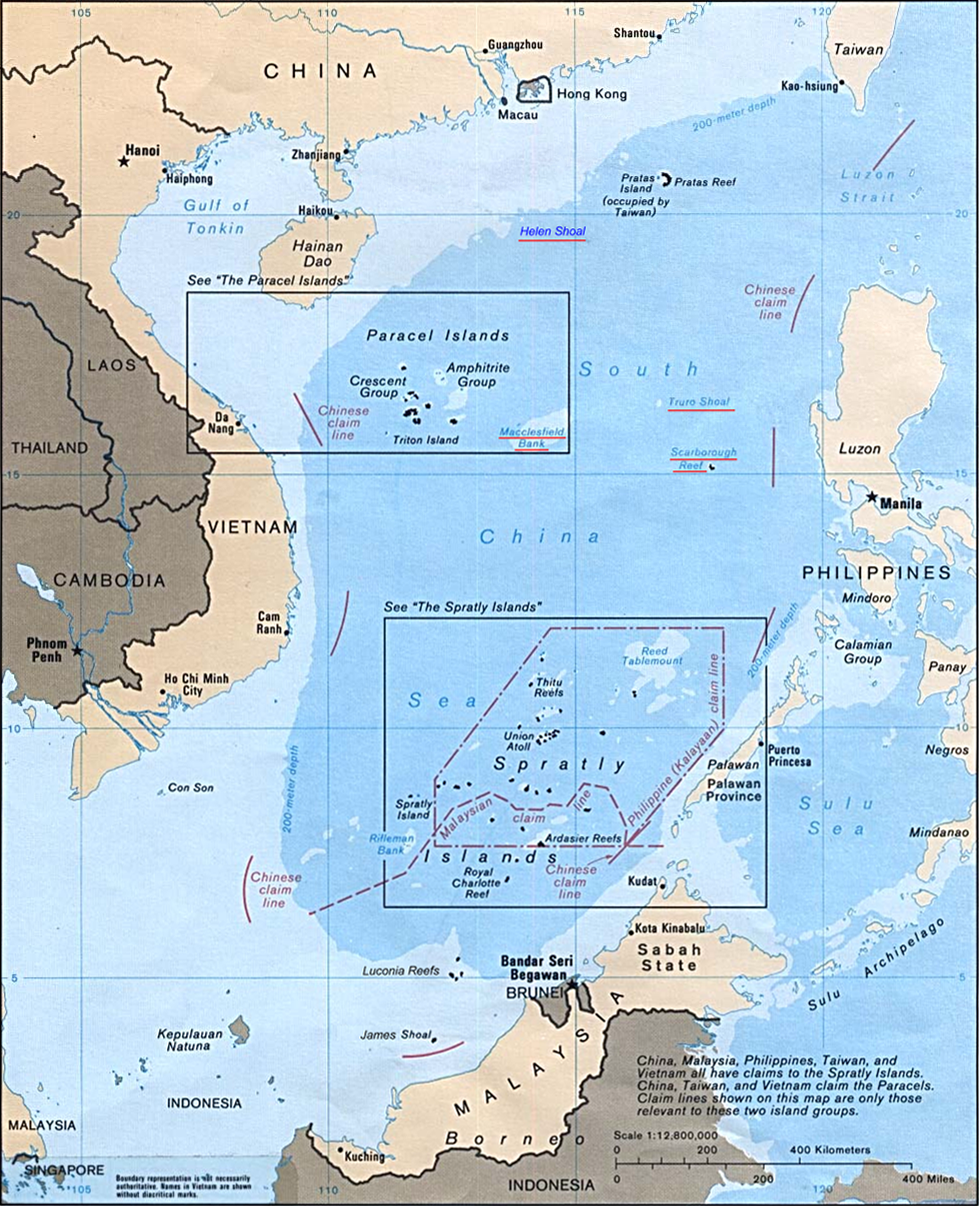
Mar da China Meridional

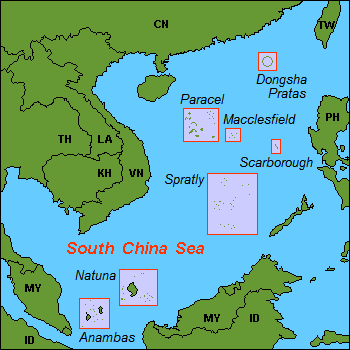

Ilhas do Mar da China Meridional consistem em mais de 250 ilhas, atóis, ilhotas, cayos, recifes e bancos de areia no Mar da China Meridional, nenhum dos quais possuem povos indígenas, poucos dos quais dispondo de algum abastecimento de água natural, muitos dos quais estando naturalmente sob a água na maré alta ou mesmo ficando permanentemente submersos. As ilhas estão agrupadas em três arquipélagos, além do Banco  Macclesfield e do Recife de Scarborough. Coletivamente, ocupam uma superfície terrestre total de menos de 15 km2 na maré baixa:
- Ilhas Spratly, disputadas entre a República Popular da China, a República da China e Vietnã, com Malásia, Brunei e Filipinas reivindicando partes do arquipélago [1]
- Ilhas Paracel, disputada entre a República Popular da China, a República da China e Vietnã, ocupadas pela República Popular da China[2]
- Ilhas Pratas, disputada entre a República Popular da China e a República da China, ocupadas pela República da China
- Banco  Macclesfield, disputado entre a República Popular da China, a República da China, Filipinas e Vietnã, com nenhuma terra acima do nível do mar [3][4]
- Recife de Scarborough, disputado entre a República Popular da China, as Filipinas e a República da China, com apenas rochas acima do nível do mar.

Há recursos minerais, depósitos de gás natural e de petróleo nas ilhas e sob o seu fundo oceânico, também uma abundância de vida marinha, como peixes, animais e vegetação, tradicionalmente explorados como alimento por todas as nações requerentes há milhares de anos — na maior parte sem disputas que poderiam arriscar uma guerra. No século XX, uma vez que os acordos após a Segunda Guerra Mundial não conseguiram resolver a posse de tais áreas menores de terra, mares e ilhas — e devido a importância econômica, militar e de transporte — seu controle, especialmente o das Ilhas Spratly, tem estado em disputa entre China e vários países do Sudeste Asiático, como o Vietnã, a partir do século de meados do século XX. A ocupação e controle são partilhados entre os reclamantes.